# Phyllonorycter graecus
Phyllonorycter graecus là một loài bướm đêm thuộc họ Gracillariidae. Nó được tìm thấy ở Peloponnesus in Hy Lạp.
There are at least two, but possibly multiple generations per year.
Ấu trùng ăn Quercus macrolepis. Chúng ăn lá nơi chúng làm tổ. They create a large, strongly contracted, lower-surface, tentiform mine. Pupation takes place in de mine in a flimsy cocoon.